# Dilar kirgisus
Dilar kirgisus är en insektsart som beskrevs av H. Aspöck och U. Aspöck 1967. Dilar kirgisus ingår i släktet Dilar och familjen Dilaridae. Inga underarter finns listade i Catalogue of Life.